# Canal 13 (rete televisiva cilena)
Il canale 13 di Santiago, ora conosciuto con il nome di Canal 13 denominato anche "Universidad Católica de Chile Televisión" è un'emittente televisiva nazionale cilena. Canal 13 è il secondo canale cileno più vecchio dopo UCV.
È posseduto dal gruppo Luksic e dalla Pontificia università cattolica del Cile

## Principali programmi
- Contacto
- Bienvenidos
- Teletrece
- Brujas
- Machos
- Fama
- La Granja VIP
- Protagonistas de la Música
- Protagonistas de la Fama
- 1810
- Perla, tan real como tu
- Año 0
- Mundos opuestos
- Gigantes con Vivi
- Sábado Gigante
- Vértigo
- Viva el Lunes
- Trato Hecho
- El Rival Más Débil
- ¿Quien quiere ser millonário?
- Mi Nombre Es...
- Festival de la canción de Viña del Mar
- Héroes
- Los 80
- Lost
- Glee
- Malcolm In the Middle
- I Simpson
- El Mundo del Profesor Rossa
- Soltera Otra Vez
- Peleles
- Feroz
- Primera Dama
- Las Vega's

## Canali affiliati
| Canale     | Formato immagine |
| ---------- | ---------------- |
| Canal 13   | 16:9 e 4:3       |
| Canal 13HD | 16:9             |
| 13C        | 4:3              |